# Edward Martindel
Edward Martindel (Hamilton, 8 luglio 1876 – Los Angeles, 4 maggio 1955) è stato un attore statunitense.

## Filmografia parziale
- Contro corrente (Hail the Woman), regia di John Griffith Wray (1921)
- Clarence, regia di William C. de Mille (1922)
- La corsa al piacere (Manslaughter), regia di Cecil B. DeMille (1922)
- The Duchess of Buffalo, regia di Sidney Franklin (1926)
- I figli del divorzio (Children of Divorce), regia di Frank Lloyd e, non accreditato, Josef von Sternberg (1927)
- Sotto processo (On Trial), regia di Archie Mayo (1928)
- We Americans, regia di Edward Sloman (1928)
- Gambette indiavolate (Why Be Good?), regia di William A. Seiter (1929)
- Afraid to Talk, regia di Edward L. Cahn (1932)